# Tot Mitică
Tot Mitică este o operă literară scrisă de Ion Luca Caragiale. A fost publicată în 1901.